# Distrito de Coata

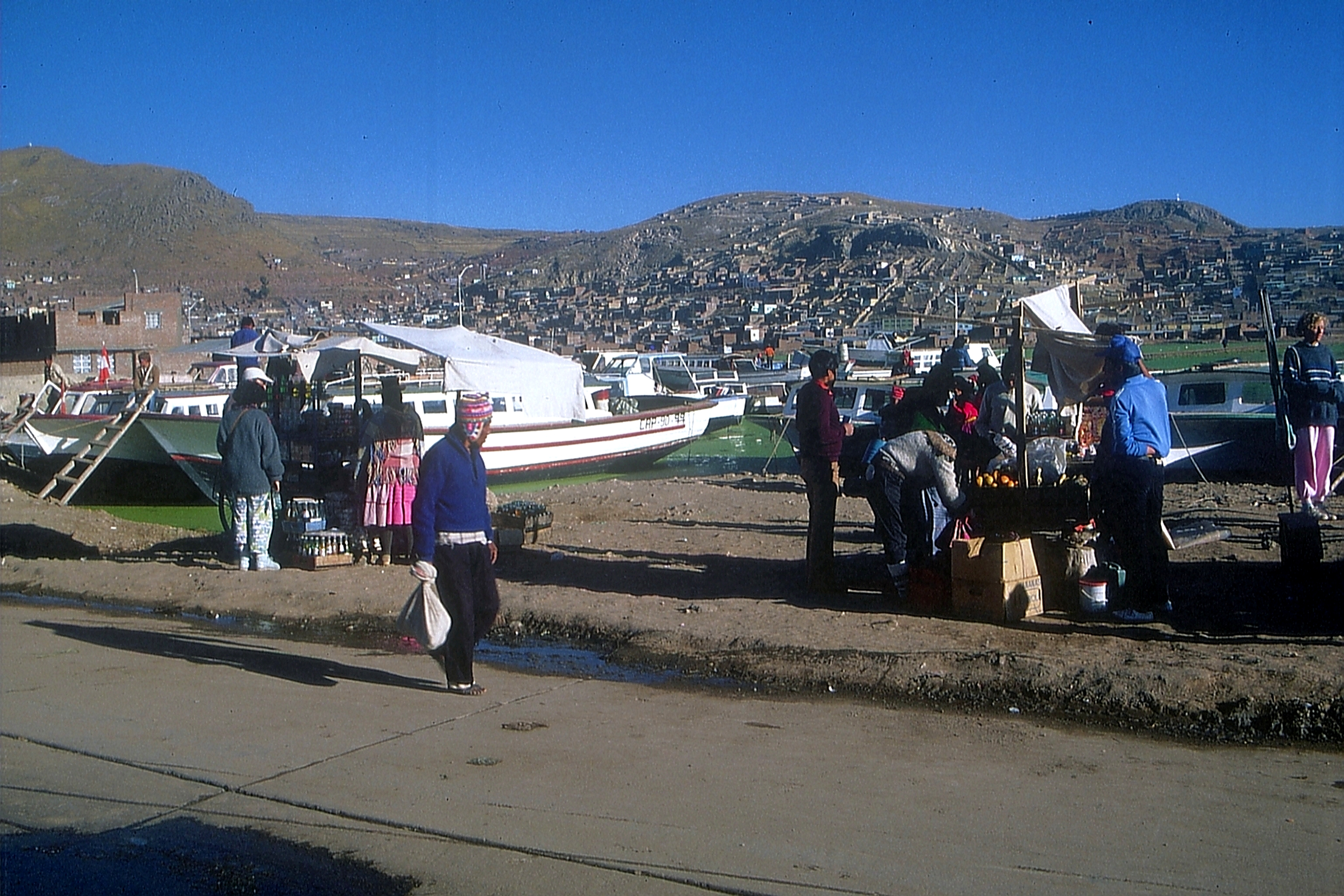
Puerto de Puno

El distrito de Coata, es uno de los 15 distritos del departamento de Puno. Está ubicado en la Provincia de Puno. Perú.

## Ubicación geográfica
Ubicado en el altiplano Peruano-Boliviano, este distrito se encuentra a orillas del lago Titicaca, a una altura de 3.814 metros sobre el nivel del mar. Cuenta con una elevación de la superficie de 3.812 m, una superficie de 8.372 km², una longitud de 190 km y una cuenca hidrográfica de 58.000 km. 

## Historia
Se han identificado varias versiones sobre la fundación e historia del distrito de Coata, muchas de las cuales, han sido transmitidas de generación en generación junto con la historia y tradiciones locales.
Respecto al origen del nombre de Coata no existe una definición exacta, pero la más conocida por los lugareños indica que en el año 1600 d.C. tan solo había un pequeño aillu llamado Capajsi, donde la mayoría de sus pobladores eran españoles. Con el paso de los años se incrementó el número de ayllus, como Sucasco y Collaña Lujera (conformado por pobladores provenientes de otros pueblos como Tiquillaca, Chupa, etc.) lo que llevó a confrontaciones por la ubicación de la capital del distrito, pues estos pobladores no querían que Capajsi fuera centro de toda su población. Es por ello que decidieron trasladar el poblado al lugar donde actualmente está ubicado y el nombre probablemente surge de la leyenda de la laguna de Coatasi. Según cuentan los lugareños, en esta laguna se encontraba un pueblo pequeño llamado Coatasi donde vivían las familias de apellido Coasaca. Probablemente el nombre de Coata provenga de estos nombres antes mencionados.
El asentamiento de los primeros pobladores del distrito de Coata aún no se conoce puesto que no existen estudios en el distrito que determinen la antigüedad del nombre. Algunos investigadores sostienen el arribo de grupos humanos a América del Sur con largas tradiciones familiares, conclusión que se desprende de la forma y acabado de los instrumentos ceremoniales hallados. Los primeros habitantes que llegaron al altiplano rendían culto a la naturaleza con la finalidad de conservar sus bienes materiales. El autor Félix Tapia señala en sus trabajos de investigación que gran parte de la provincia de Puno se caracteriza por la presencia de las torres funerarias, de las cuales son bastante conocidas las de Sillustani y Cutimbo, tanto por su monumentalidad como por el acabado de sus elementos líticos. Estas existen en diferentes lugares de la provincia de Puno como en Kachakacha, Mallkuamayo, Capachica , Coata, Cutimbo, Chingarani, entre otros.
Las ocupaciones de las culturas principales que habitaron esta zona (Coata) son consideradas sociedades altamente complejas, determinadas por los restos de construcciones hechas en lo alto de los cerros. Las sociedades de ciudades amuralladas que habitaron estas áreas fueron las Pukara y los Tiahuanaco. 
En el cerro Wiracuchani, que está ubicado al este del pueblo de Coata (2km), se pueden encontrar construcciones de andenerías. También en la cima del mismo cerro se registran 4 chullpas semidestruidas de piedras rústicas propias del lugar (piedras areniscas) con pequeñas cámaras de piedra en forma de torres. En las partes altas y en las laderas de los cerros, se registran tumbas saturadas. Estas tumbas consisten en hoyos cilíndricos excavados en el suelo cuyas paredes se refuerzan con piedras rústicas de diferente formas y tamaños. 
Alrededor de estas construcciones se encuentran fragmentos de cerámica policroma, dispersadas por toda el área. Otra técnica agrícola usada en las pampas de Coata son los denominados Waru warus, un sistema agrícola para aprovechar el suelo de las pampas inundables.
Con todo lo anterior, se puede observar que la participación de las culturas prehispánicas en el distrito fue intensivo.
Tras la destitución del incanato, el Perú, hacia 1533, fue incorporado como propiedad de España. El distrito de Coata fue uno de los pueblos conquistados por los españoles.
Coata antiguamente era parte de la jurisdicción del corregimiento de Paucarcolla y se encontraba gobernado por el cacique Lucas Suasaca en el año 1643. En aquel tiempo, los españoles comenzaron a explotar el oro y la plata en esta parte del altiplano peruano, por lo cual actualmente existen grandes cavernas y excavaciones profundas, principalmente en las pampas de Mamanchile. El trabajo de excavación estaba dirigido por el español Manuel de Ávila Romaní, tanto en las laderas del cerro Wiracuchani como en los parajes de la vertiente Ccoya-Punco-Anacasayansuyo, en donde existía escoria de metal.
Aproximadamente hacia el año 1683, se fundó el pueblo de Coata con la participación del Fray Pedro de Velasco, que tenía el título de Juez Visitador de Composición y de Restitución de Tierras, de la Orden Real de Redendores de Nuestra Señora de la Merced, comisario y calificado de Santo Oficio por la Suprema General de Inquisiciones siendo así el primer alcalde de Coata el mismo Fray Pedro de Velasco.
El distrito de Coata fue reconocido como distrito de la provincia de Puno en la época de la Independencia, por Decreto Supremo del 2 de mayo de 1854, bajo resolución nº. 7001354.

## Población
Según el Censo Peruano de 2007, la población actualmente es de 7387 habitantes, de los cuales 68% viven en el área rural y el 31% en el área urbana.

## División administrativa
El área total del distrito de 104 km², distribuidos entre comunidades campesinas y centros poblados menores.

### Centros poblados
- Sucasco.
- Carata.
- Jochi San Francisco.
- Soraza.
- Carata.

## División religiosa
Desde el punto de vista de la Iglesia católica, forma parte de la [cita requerida]Diócesis de Puno.

## Hitos urbanos
Destaca su centenaria Plaza de Armas dedicada al Mariscal[cita requerida] Ramón Castilla.

## Autoridades

### Municipales
- 2015 - 2018[3]
  - Alcalde: Teófilo Belizario Belizario, de Por las Comunidades Fuente de Integración Andina de Puno - CONFIA - Puno.
  - Regidores:

  1. Maximino Quispe Pelinco (por las Comunidades Fuente de Integración Andina de Puno - CONFIA Puno)
  2. Edgar Barreda Calla (por las Comunidades Fuente de Integración Andina de Puno - CONFIA Puno)
  3. Luz Marina Pacompia Quispe (por las Comunidades Fuente de Integración Andina de Puno - CONFIA Puno)
  4. Fredy Félix Capacoila Mamani (por las Comunidades Fuente de Integración Andina de Puno - CONFIA Puno)
  5. Jorge Belizario Coila (por Proyecto Político Aquí - PPA Puno)

## Turismo
- Coata[cita requerida]

## Festividades
- Fiesta de la Candelaria[cita requerida]
- 21 de noviembre en festividad de la Virgen de la Presentación[cita requerida]